# Классификатор подобъектов
В теории категорий, классификатор подобъектов — специальный объект Ω категории; интуитивно, подобъекты X соответствуют морфизмам из X в Ω. Способ, которым он «классифицирует» объекты можно описать как присвоение некоторым элементам X значения «истина».

## Вводный пример
В категории множеств классификатором подобъектов является множество Ω = {0,1}: каждому подмножеству A произвольного множества S можно сопоставить его характеристическую функцию — функцию из S в Ω, принимающую значение 1 на подмножестве A и 0 на его дополнении, и обратно, любая функция из S в Ω является характеристической функцией некоторого подмножества. Если χA — некоторая характеристическая функция на множестве S, следующая диаграмма является декартовым квадратом:
Здесь true: {0} → {0, 1} — отображение, переводящее 0 в 1.

## Определение
В общем случае можно рассмотреть произвольную категорию C, имеющую терминальный объект, который мы будем обозначать 1. Объект Ω категории C — классификатор подобъектов C, если существует морфизм
1 → Ω
со следующим свойством:
для любого мономорфизма j: U → X существует единственный морфизм χ j: X → Ω, такой что квадрат
является декартовым, то есть U — предел диаграммы
Морфизм χ j называется классифицирующим морфизмом для подобъекта, представленного мономорфизмом j.